# Pierre Schoonejans
Pierre-Joseph Schoonejans, né le 22 mars 1859 à Ixelles et décédé le 22 août 1946 à Ixelles, est un homme politique belge. 
Il était menuisier. 
Il épousa Catherine Daniels le 28 juillet 1883. Ils célébrèrent leurs noces d’or dans sa maison sise rue Pierre Schoonejans no 47. 
Il fut élu conseiller communal pour la première fois le 1er janvier 1896. Il exerça son mandat jusqu’au 24 juin 1921. 
Il mourut dans sa maison le 22 août 1946.
Depuis 1934, la rue Pierre Schoonejans à Auderghem porte son nom.